# Phaethon (Gyeongju World)
Phaethon (koreanisch 파에톤) in Gyeongju World (Gyeongju, Gyeongsangbuk-do, Südkorea) ist eine Stahlachterbahn vom Modell Inverted Coaster des Herstellers Bolliger & Mabillard, die am 5. Mai 2007 eröffnet wurde. Sie ist die erste und bis heute (Stand Oktober 2023) einzige Inverted-Achterbahn Südkoreas.
Die 1000 m lange Strecke erreicht eine Höhe von 45 m und besitzt sechs Inversionen: einen 30 m hohen Looping, eine Zero-g-Roll, eine Cobra-Roll, welche aus zwei Inversionen besteht, sowie zwei Korkenziehern.

## Züge
Phaethon besitzt zwei Züge mit jeweils acht Wagen. In jedem Wagen können vier Personen (eine Reihe) Platz nehmen. Als Rückhaltesystem kommen Schulterbügel zum Einsatz.